# Oto-fazio-zervikales Syndrom
Das Oto-fazio-zervikale Syndrom (von altgriechisch οὖς ous, Genitiv ὠτός ōtós, „Ohr“ sowie lateinisch facies „Gesicht“ und cervix „Hals“) ist eine sehr seltene angeborene Erkrankung mit einer Kombination von Gesichtsdysmorphie, Schallleitungsschwerhörigkeit und Fistelbildungen meist vor dem Ohr.
Synonyme sind: Fara-Chlupácková-Syndrom; englisch Otofaciocervical Syndrome 1; OTFCS, OFC; OFC1
Die Namensbezeichnung bezieht sich auf die Erstautoren der Erstbeschreibung aus dem Jahre 1967 durch den tschechischen Gesichtschirurgen Miroslav Fara und Mitarbeiterinnen.

## Verbreitung
Die Häufigkeit ist nicht bekannt, die Vererbung erfolgt autosomal-dominant.

## Ursache
Der Erkrankung liegen Mutationen im EYA1-Gen auf Chromosom 8 Genort q13.3 zugrunde.

## Klinische Erscheinungen
Klinische Kriterien sind:
- ausgeprägte Schallleitungsschwerhörigkeit beidseits
- große, abstehende, tiefsitzende Ohrmuscheln, eventuell Mikrotie, präaurikuläre Fistel
- Gesichtsauffälligkeiten mit länglichem Gesicht, Hypertelorismus, eingesunkene Nasenwurzel, schmale Nase, hypoplastischer Unterkiefer, Halsfisteln
- langer Hals, abfallende Schultern, Pterygien, Scapula alata, nach kaudal verlagertes Schlüsselbein
- leichte geistige Behinderung

## Differentialdiagnose
Abzugrenzen sind:
- Escher-Hirt-Syndrom
- Forney-Robinson-Pascoe-Syndrom
- Fourman-Fourman-Syndrom
- Mengel-Konigsmark-Berlin-McKusick-Syndrom
- Winter-Kohn-Mellman-Wagner-Syndrom